# Assassinats a Mauçana
Assassinat a Maussane o Assassinats a Mauçana (originalment en francès, Crime dans les Alpilles) és un telefilm francobelga dirigit per Claude-Michel Rome el 2017. Es va emetre a France 3 i a Bèlgica a La Une. S'ha doblat al valencià per a À Punt amb el títol d'Assassinat a Maussane, i en català oriental central per a TV3 amb el nom d'Assassinats a Mauçana.
La pel·lícula és una coproducció de Paradis Films, Be-Films i RTBF.

## Sinopsi
A Mauçana, al cor de la Provença, amb les seves oliveres i places amb encant, la fiscal adjunta Élisabeth Richard i el comandant de la gendarmeria local Paul Jansac estan investigant l'assassinat de Caroline Autiero, dona de l'antic propietari d'una fàbrica.

## Repartiment

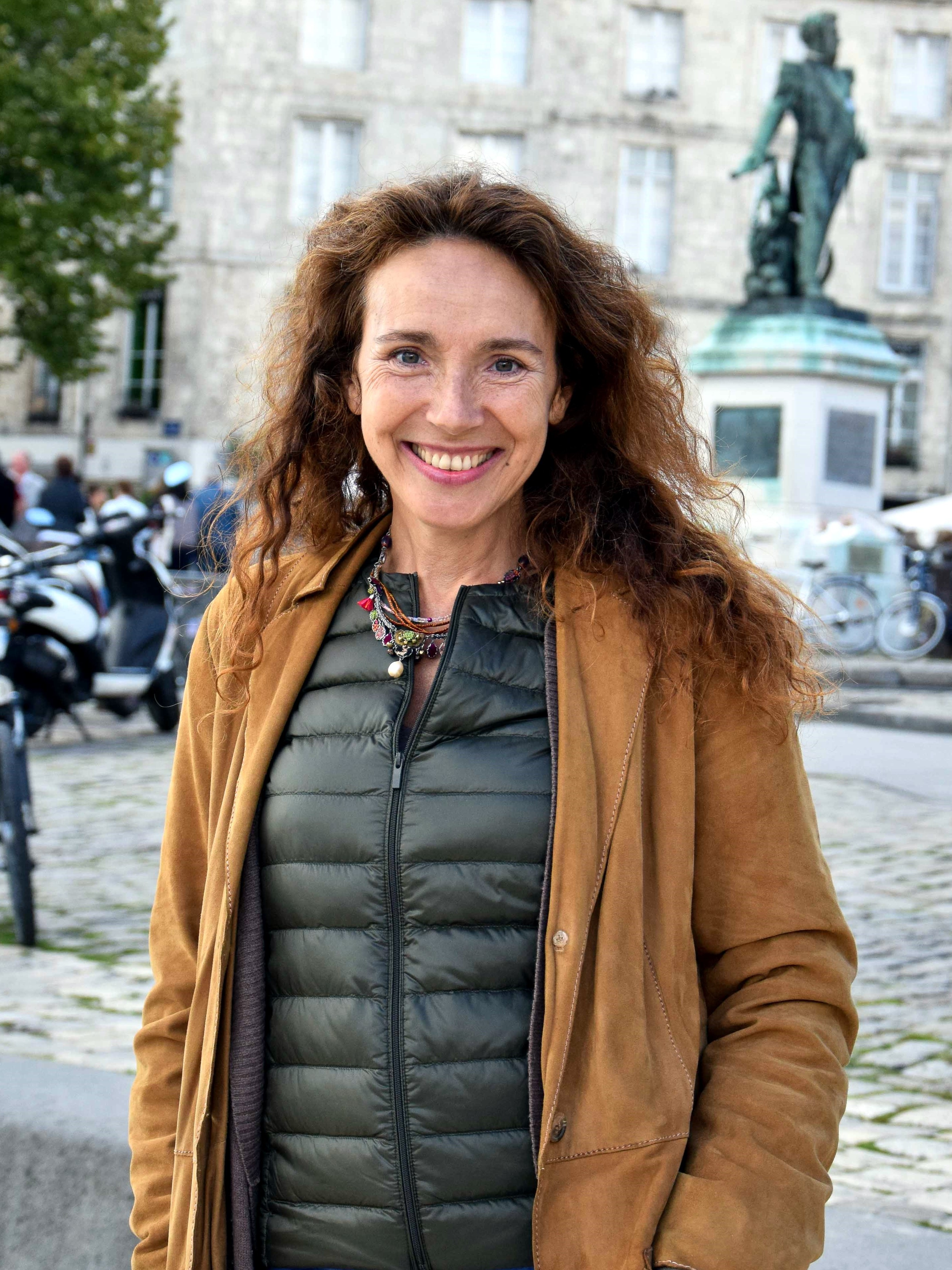
Isabel Otero al Festival de la fiction TV de 2017

- Florence Pernel: Élisabeth Richard, fiscal
- Vincent Winterhalter: comandant de gendarmeria Paul Jansac
- Isabel Otero: Mathilde Alonso-Balarello
- Garance Thénault: Laetitia Vendroux
- Victor Pontecorvo: Thomas Rometti
- Jean-Claude Adelin: Patrick Balarello
- Eric Viellard: Édouard Descalis
- Jean-Yves Chatelais: Laurent Autiero
- Clémence Ansault: Maëlys Autiero
- Gauthier Battoue: Mathias Vendroux
- Thomas Trigeaud: suboficial Perroni
- Vanessa Liautey: Caroline Autiero
- Nicole Gueden: Madame Gaymard
- Pascal Mirallès: Virgile Vendroux
- Stéphanie Fatout: Françoise Aubier

## Rebuda
La pel·lícula de televisió va ser vista a França per 4.720.000 espectadors, el que va representar un 20,4% de quota de pantalla.